# Bethuel Pakalitha Mosisili
Bethuel Pakalitha Mosisili (ur. 14 marca 1945 w Qacha’s Nek) – polityk z Lesotho, premier Lesotho od 29 maja 1998 do 8 czerwca 2012 i ponownie od 17 marca 2015 do 16 czerwca 2017.

## Życiorys
Bethuel Pakalitha Mosisili w 1970 ukończył studia na Uniwersytecie Botswany, Lesotho i Suazi. W 1976 został absolwentem Uniwersytetu Wisconsin w USA, a w 1982 Uniwersytetu Simona Fasera w Kanadzie.
Po studiach pracował jako nauczyciel i wykładowca języków afrykańskich na różnych uczelniach w Południowej Afryce. W 1967 wstąpił do lewicowej Kongresowej Partii Basutu (Basutholand Congress Party). Gdy w 1970 premier Leabua Jonathan zawiesił konstytucję, zdelegalizował partie polityczne i rozpoczął rządy za pomocą własnych dekretów, Mosisili znalazł się w więzieniu i przebywał w nim ponad rok.
W wyniku wyborów w 1993 dostał się do Zgromadzenia Narodowego, a następnie został mianowany ministrem edukacji, sportu, kultury, i spraw młodzieży. W kwietniu 1994 razem z trzema innymi ministrami został uprowadzony przez wojskowych i był krótko przetrzymywany.
W styczniu 1995 został mianowany wicepremierem w gabinecie premiera Ntsu Mokhehle, zachowując jednocześnie tekę ministra edukacji. 20 lipca 1995 objął stanowisko wicepremiera i ministra spraw wewnętrznych i rządu lokalnego. W 1997 z Partii Kongresu Basutho wystąpił premier Mokhekhe, który powołał nowe ugrupowanie, Kongres Lesotho na rzecz Demokracji (LCD, Lesotho Congress for Democracy). 21 lutego 1998 Mosisili został wybrany przewodniczącym LCD po tym, jak Mokhekhe zrezygnował z przywództwa ze względów zdrowotnych.

## Premier
Po zwycięstwie Kongresu Lesotho na rzecz Demokracji w wyborach parlamentarnych w marcu 1998, Mosisii został oskarżony o fałszowanie wyników głosowania. W kraju odbyły się wówczas masowe protesty partii opozycyjnych, zakończone okupacją siedziby szefa rządu. W obliczu niepokojów społecznych, policja i król starali się nie dopuścić Mosisilego do władzy. Ten zwrócił się wówczas do państw Wspólnoty Rozwoju Afryki Południowej z prośbą o wsparcie, aby zapobiec nadciągającemu zamachowi stanu. 29 maja 1998 Mosisili został zaprzysiężony na stanowisku premiera Lesotho. Objął także resort obrony i bezpieczeństwa narodowego.
W odpowiedzi na prośbę Mosisiliego RPA zaapelowała o wszczęcie dochodzenia w celu zbadania wyborczych nieprawidłowości. W kraju trwały jednak dalej zamieszki społeczne. W tej sytuacji prezydent RPA Nelson Mandela podjął decyzję o interwencji sił SANDF w Lesotho. Do kraju wkroczyło 600 żołnierzy z RPA oraz 200 żołnierzy botswańskich. „operacja Boleas” (taki zyskała kryptonim) miała służyć „przywróceniu demokracji i rządów prawa”. Wojska południowoafrykańskie stacjonowały w Lesotho do maja 1999, jednak pomimo ich obecności w kraju dochodziło do licznych podpaleń i grabieży.
Kolejne wybory, które odbyły się w maju 2002, okazały się ponownie wygrane dla partii Mosisiliego. Jednakże niedługo po nich, w partii doszło do podziału pod przywództwem dotychczasowego zastępcy przewodniczącego, Kelebone Maope. W październiku z LCD wystąpił inny jego działacz, Tom Thabane, który założył własną partię, All Basotho Convection (ABC). W tej sytuacji, na prośbę premiera, król Letsie III 24 listopada 2006 rozwiązał parlament i rozpisał nowe wybory parlamentarne na 17 lutego 2007, dwa miesiące wcześniej przed konstytucyjnym terminem.
W wyborach tych Kongres Lesotho na rzecz Demokracji zdobył 61 mandatów w 120-osobowym Zgromadzeniu Narodowym, a premier Bethuel Pakalitha Mosisili zachował stanowisko szefa rządu.
W kwietniu 2009 premier Mosisili stał się celem zamachu, gdy uzbrojeni sprawcy zaatakowali jego rezydencję w stolicy, Maseru. Troje z napastników zostało zabitych. W lipcu 2009 sześć osób powiązanych z zamachem stanęło przed południowoafrykańskim sądem. Minister Komunikacji Lesotho oświadczył, że ataku dokonali najemnicy z RPA i Mozambiku, a jego celem było wszczęcie zamachu stanu.
Przed wyborami parlamentarnymi w 2012 na scenie politycznej Lesotho doszło do nowego podziału. Na początku 2012 premier Pakalitha Mosisili opuścił szeregi LCD i utworzył własne ugrupowanie, Kongres Demokratyczny, (Democratic Congress). Powodem tej decyzji była porażka w rywalizacji o przywództwo w LCD z Mothetjoą Metsingiem. Podział w szeregach partii rządzącej utrudniał utrzymanie władzy przez premiera. W wyborach tych, przeprowadzonych 26 maja 2012, Kongres Demokratyczny odniósł zwycięstwo, zdobywając 48 ze 120 mandatów. Pomimo wygranej Kongresu Demokratycznego, Pakalitha Mosisili nie był w stanie utworzyć nowego rządu. W wyniku rozmów koalicyjnych pozostałych partii pod przewodnictwem Thabane, 30 maja 2012 zawiązana została koalicja All Basotho Convection (30 mandatów), LCD (26 mandatów) oraz trzech pomniejszych partii, dysponująca w sumie większością 64 głosów, w rezultacie czego 8 czerwca 2012 Tom Thabane został zaprzysiężony na stanowisku nowego szefa rządu.